# 阮玉嘉節
美寧公主阮玉嘉節（越南语：／；1823年12月27日—1841年12月1日），越南阮朝明命帝第十六女，生母貴人杜氏心。

## 生平
明命四年十一月二十六日（1823年12月27日），阮玉嘉節在順化皇城出生。紹治元年十月十九日（1841年12月1日），嘉節去世，享年十九歲。紹治帝追贈為美寧公主，諡艷潔。葬於承天府香水縣居正總月瓢社。嗣德二十年（1867年），列祀展親後祠。咸宜元年（1885年）秋，合祀親勳祠。